# Brizambourg
Brizambourg ist eine französische Gemeinde mit 978 Einwohnern (Stand: 1. Januar 2022) im Département Charente-Maritime in der Region Nouvelle-Aquitaine (vor 2016: Poitou-Charentes); sie gehört zum Arrondissement Saint-Jean-d’Angély und zum Kanton Chaniers. Die Einwohner nennen sich Brizambourgois und Brizambourgoises.

## Geographie
Brizambourg liegt etwa 64 Kilometer südöstlich von La Rochelle. Umgeben wird Brizambourg von den Nachbargemeinden Bercloux im Norden, Migron und Villars-les-Bois im Osten, Saint-Bris-des-Bois im Süden, Saint-Césaire im Süden und Südwesten sowie Écoyeux im Westen.
Der Bahnhof der Gemeinde liegt an der Bahnstrecke Chartres–Bordeaux.

## Bevölkerungsentwicklung
| Jahr                       | 1962 | 1968 | 1975 | 1982 | 1990 | 1999 | 2008 | 2019 |
| Einwohner                  | 859  | 787  | 792  | 747  | 790  | 763  | 870  | 934  |
| Quellen: Cassini und INSEE |      |      |      |      |      |      |      |      |

## Sehenswürdigkeiten
- Kirche Sainte-Gemme aus dem 17. Jahrhundert